# Phyllachora kanyakumariana
Phyllachora kanyakumariana är en svampart som beskrevs av Hosag. 1995. Phyllachora kanyakumariana ingår i släktet Phyllachora och familjen Phyllachoraceae.   Inga underarter finns listade i Catalogue of Life.